# Lys Mousset
Lys Mousset (Montivilliers, Franciaország, 1996. február 8. –) francia labdarúgó, aki a Sheffield United FC-ben játékosa, de kölcsönben az olasz Salernitana csapatában szerepel csatárként.

## Pályafutása
Mousset 2006-ban került a Le Havre ifiakadémiájára. Az első csapathoz 2014-ben került fel, ahol 24 bajnoki mérkőzés alatt 14 gólt szerzett. 2016. június 30-án az AFC Bournemouth 5,4 millió fontért leigazolta.